# Мери Тисо
Мери Тисо (фр. Marie Tussaud, девојачко Гросхолц; 12. децембар 1761, Стразбур – 18. април 1850, Лондон) била је познати стваралац воштених фигура, скулптура и оснивач по њој названог музеја у Лондону.

## Биографија
Мери се родила као кћерка алзаског официра Јозефа Гросхолца и швајцарске мајке Ане Марије Куртис удовице Валтер. Отац је умро кратко после њеног рођења а мајка је отишла најпре у Берн, а затим код свога брата др Филипа Куртиса (1741–1794) у Париз, који је радио као творац воштаних фигура. У поступак рада са је упутио и Мери која је у његовој радњи упознала мадам Елизабету, сестру француског краља Луја XVI. Она је дотирала Мерин рад што јој је омогућило приступ двору у Версају где је имала и свој стан. Тамо је стварала пластике глава високог племства и њихове деце. Француска револуција 1789. године донела је губитак интереса за њене радове.
Мери је проживела разне трауме у животу. Исмевана је, а револуционари су њене производе набадали на колац и проносили улицама да би је присилили да ствара главе људи убијених гиљотињама. Између осталих, она је начинила главе Луја XVI, Марије Антоанете, револуционара Дантона и Робеспјера. Ови радови су првобитно били намењени замишљеном музеју револуције. Њен стриц је умро 1794. године тако да је наследила целу збирку воштаних фигура. После годину дана удаје се за инжењера Франсоа Тисоа (умро је 1848. године) и са њим је имала два сина (Јосефа и Франсоа). Од супруга који је био алкохоличар се растаје већ 1800, а формални развод се десио 1809. године. После потписивања Амијенског мира 1802. године Мери одлази у Велику Британију са свим фигурама. Током 27 година пропутовала је целу Британију и са успехом излагала своје радове. Њен син Јосеф је постао њен сарадник и заједнички творац дела. Године 1835. уредила је мадам Тисо у Бакер стриту у Лондону као стални музеј воштаних фигура и три године касније је написала своје мемоаре. Њено последње дело је била властита воштана фигура 1842. године након чега је предала музеј својим синовима. Неке од фигура које је Мери Тисо лично направила и даље постоје. 